# Donata Karalienė
Donata Karalienė (nascida Vištartaitė; Gūbriai, 11 de junho de 1989) é uma remadora lituana, medalhista olímpica.

## Carreira
Karalienė competiu nos Jogos Olímpicos de 2012 e 2016, conquistando a medalha de bronze, no Rio de Janeiro, com Milda Valčiukaitė na prova do skiff duplo. Quatro anos antes ficou em oitavo lugar geral no skiff simples, em Londres.